# Vršac
Vršac (en serbe cyrillique : Вршац ; en roumain : Vârșeț ; en allemand : Werschetz ; en hongrois : Versec) est une ville et une municipalité de Serbie situées dans la province autonome de Voïvodine. Elles font partie du district du Banat méridional. Au recensement de 2011, la ville comptait 35 701 habitants et la municipalité dont elle est le centre 51 217.
Vršac est l'une des plus anciennes villes du Banat serbe. Le nom de Vršac dérive du mot slave vrh, qui signifie « le sommet ».

## Géographie
La municipalité de Vršac, qui s'étend sur 801 km2, est située au sud de la région du Banat serbe et au sud de la province autonome de Voïvodine. Elle est bordée par la frontière entre la Roumanie et la Serbie à l'est et au nord-est, par les municipalités de Plandište au nord-ouest, Alibunar à l'ouest, Kovin et Bela Crkva au sud. La ville de Vršac proprement dite se trouve à 84 km au nord-est de Belgrade, sur la route européenne E70, qui conduit à Timişoara, en Roumanie.
Le territoire municipal est situé au sud-est de la plaine pannonienne et présente une relative variété sur le plan géomorphologique : on y trouve la dépression et la plaine alluviale de la rivière Karaš, des terrasses et des plateaux de lœss, ainsi que deux curiosités géographique : le désert de sable de la Deliblatska peščara, parfois surnommé le « Sahara de l'Europe », et les monts de Vršac, qui s'étendent sur 171 km2 et culminent à 641 md'altitude au pic du Gudurički vrh. Par sa hauteur, ce pic est également le point culminant de toute la province de Voïvodine.

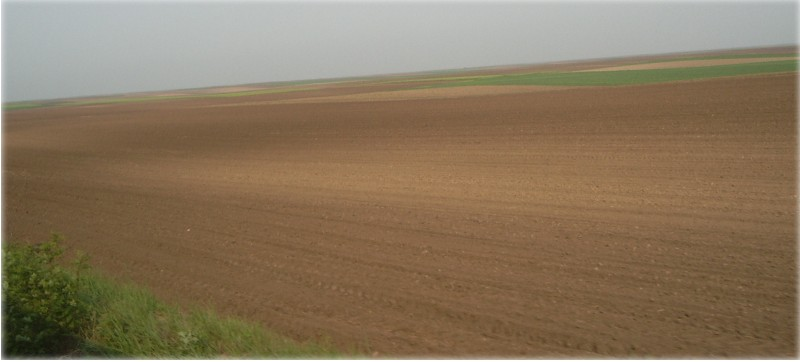
La plaine pannonienne près de Vršac
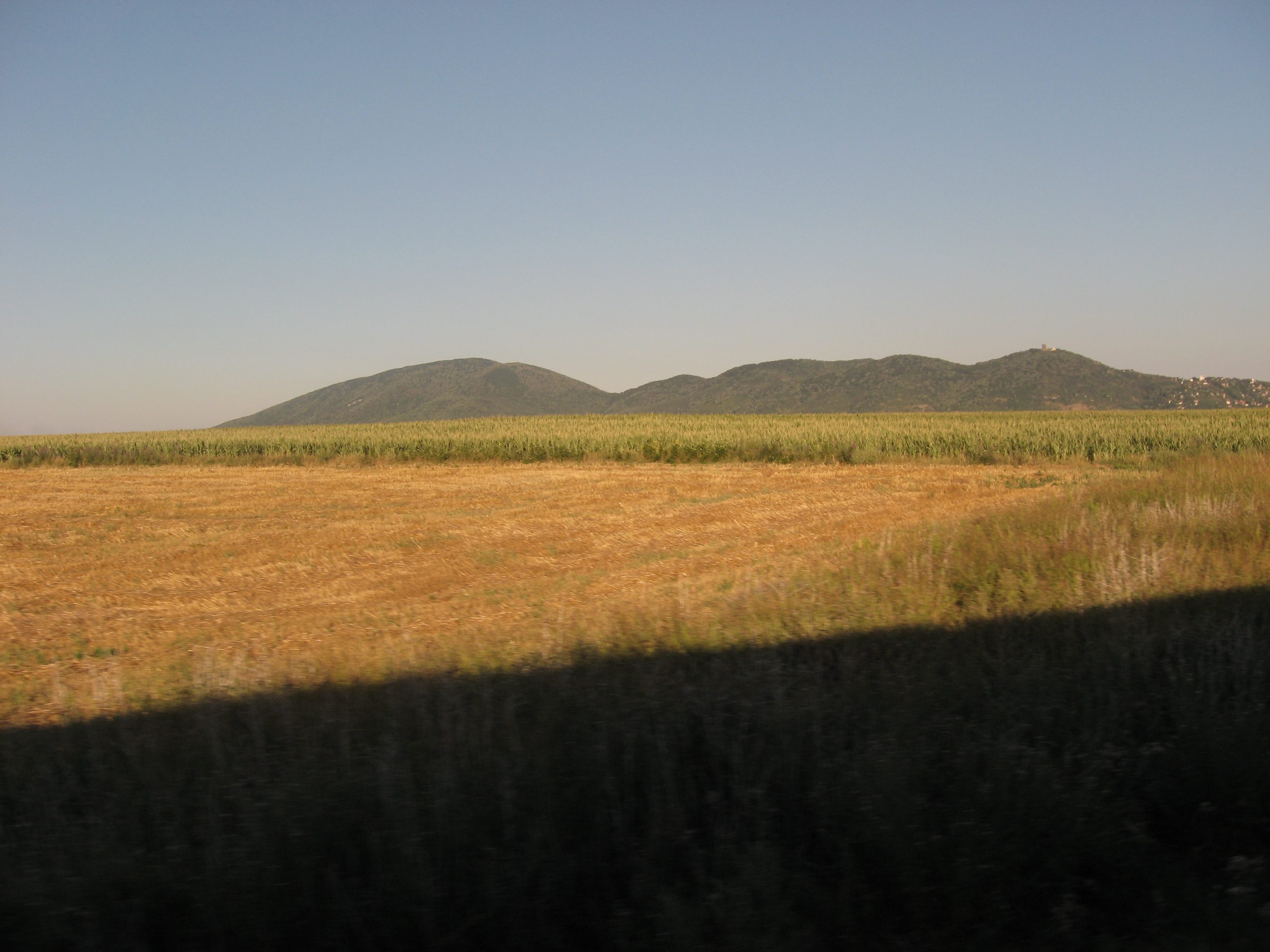
Les monts de Vršac
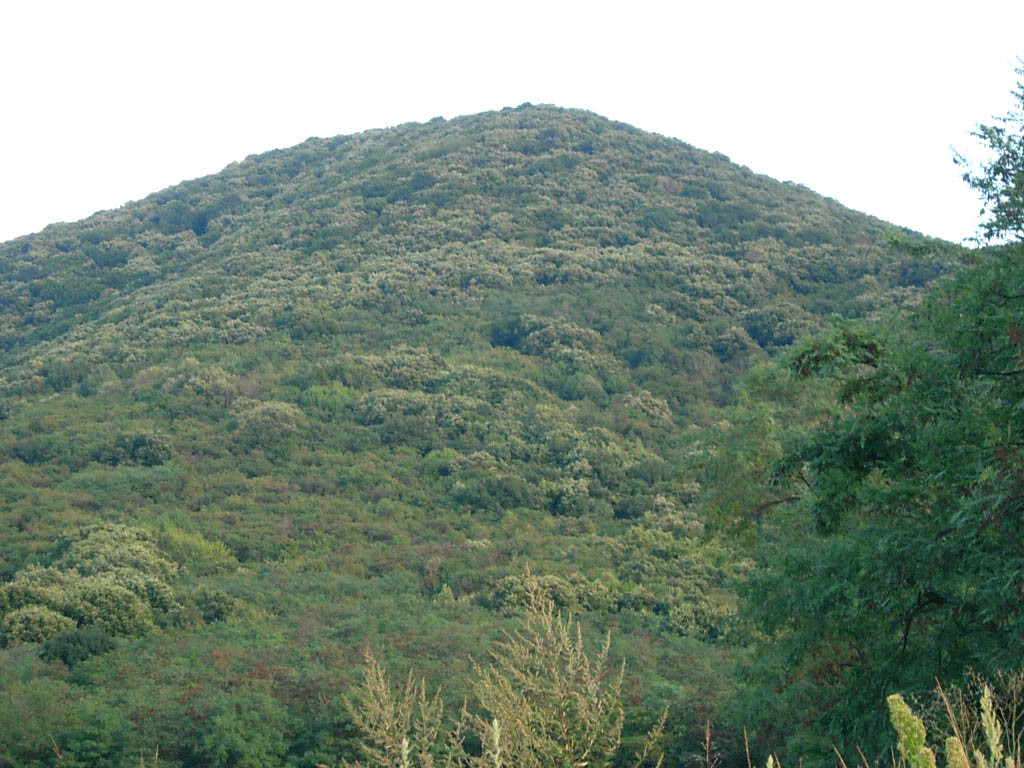
Le mont Gudurički vrh, point culminant de la Voïvodine
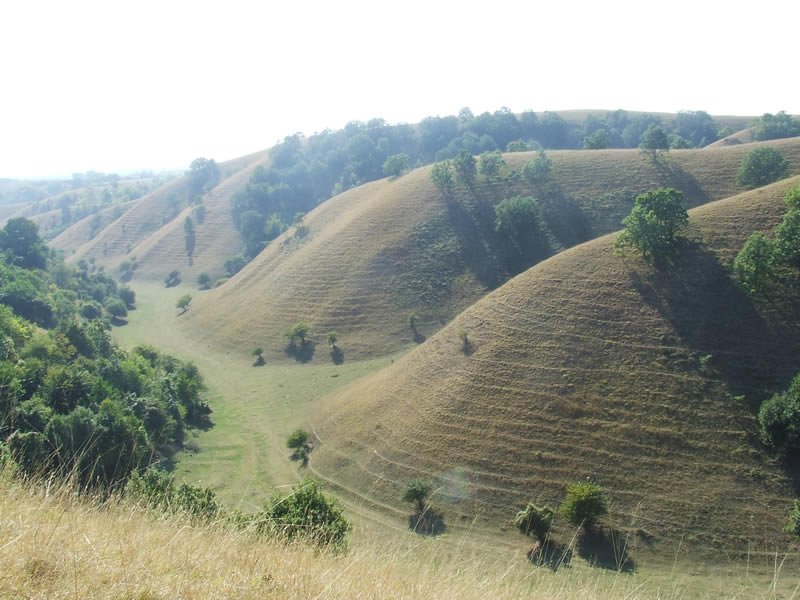
Dunes de sable près de Šušara

## Climat
Le climat de Vršac et de sa région est de type continental modéré. La moyenne annuelle des précipitations est de 550 mm et la moyenne annuelle des températures de 11,5 C°. Les hivers y sont doux et parfois enneigés, avec une température moyenne de 2,1 C° ; les printemps y sont courts et pluvieux, avec une température moyenne de 11,9 C°, tandis que les étés y sont plutôt longs, secs et chauds, avec une moyenne de 21,5 C° en juillet. L'automne y est plutôt long, pluvieux et doux, avec une moyenne de 12,1 C° en octobre.

## Histoire
La région de Vršac conserve des vestiges de présence humaine remontant au paléolithique et au néolithique. Deux types de cultures néolithiques ont été mises au jour dans le secteur : la plus ancienne est connue sous le nom de culture de Starčevo et la plus récente sous celui de Vinča. De l'âge du bronze, des vestiges des cultures de Vatin et de Vršac ont été découverts, et, datant de l'âge du fer, des traces des cultures de Hallstatt et de La Tène (qui est communément associée aux Celtes).
Les Agathyrses, d'origine Scytho-thrace, sont le premier peuple connu à avoir vécu dans la région de Vršac. Puis la région fut habitée par les Gètes et les Daces. Elle fit partie des royaumes daces de Burebista et de Décébale et, de 102 à 271, elle appartint à l'Empire romain. À Vršac, les archéologues ont mis au jour des vestiges des anciennes localités dace et romaine. Par la suite, la région fut conquise par les Huns, les Gépides, les Avars et les Bulgares.
Les Slaves s'installèrent dans la région au VIe siècle, notamment la tribu des Abodrites (Bodriči). Ils furent christianisés sous le règne du chef bulgare Ahtum au XIe siècle. Après que Ahtum eut été vaincu par les Hongrois, la région fut intégrée au royaume de Hongrie.
Les données manquent sur les débuts historiques de la ville de Vršac ; le nom même de la ville reste inconnu, mais il est certain que, bien qu'elle fît partie du royaume de Hongrie, elle était habitée par des Serbes. Selon certaines théories, elle s'appela d'abord Vers, Verbeč, Veršet ou Vegenje ; en revanche, rien n'est confirmé[réf. nécessaire]. La ville est citée par la première fois en 1427 sous le nom de Podvršan. Possession des rois de Hongrie, elle fit plus tard partie du domaine de Miklós Perényi, un aristocrate hongrois qui était ban de Severin. Au XVe siècle, elle entra dans les possessions du despote serbe Đurađ Branković, qui la reçut en cadeau du roi de Hongrie Sigismond en 1411.

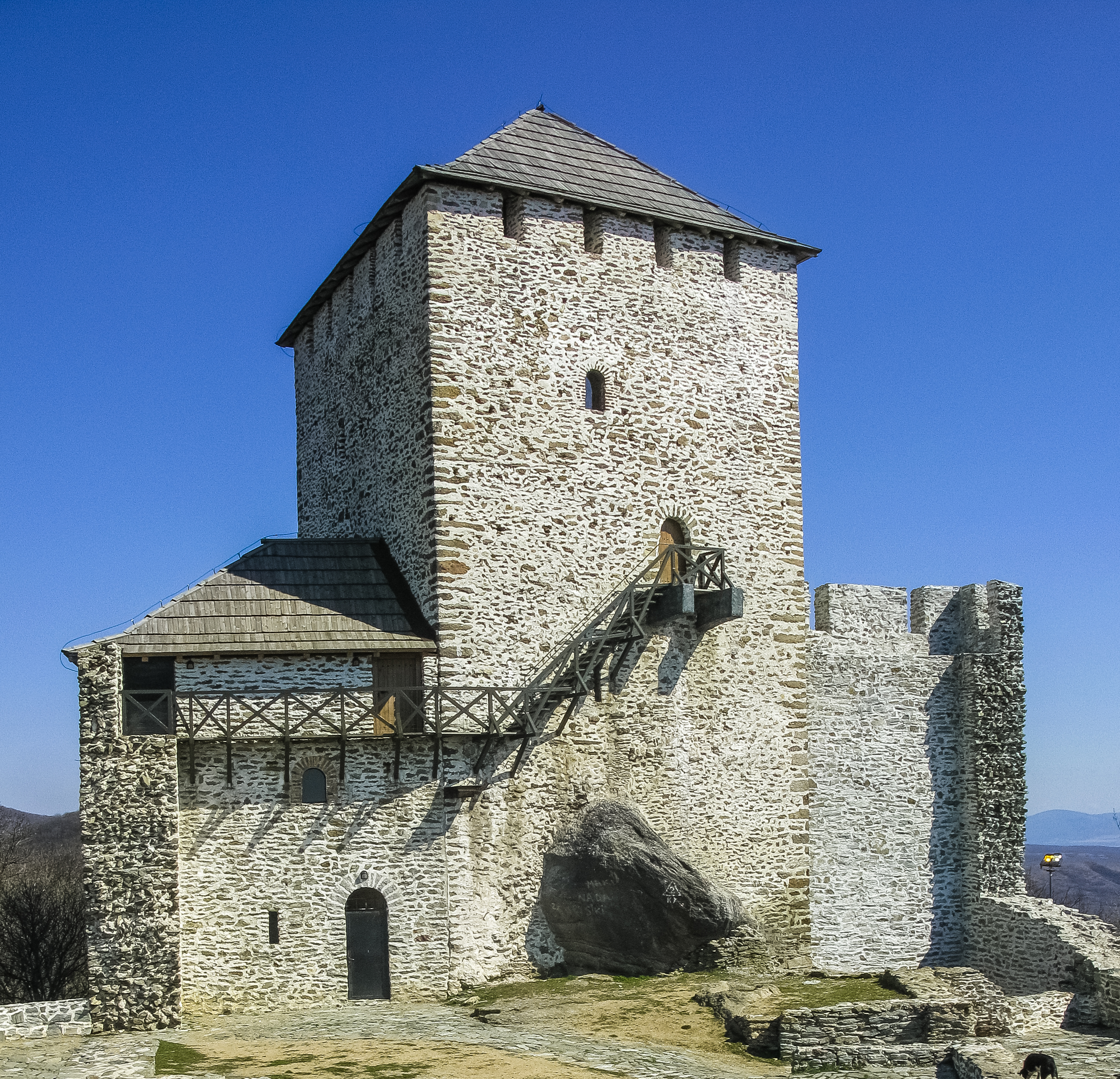
Le donjon de la forteresse de Vršac

Au XVIe, les Ottomans détruisirent la ville, mais elle fut reconstruite aussitôt. En 1590-1591, la garnison turque cantonnée dans la forteresse de Vršac était constituée d'un aga, de deux officiers ottomans et de 20 mercenaires serbes. La ville fut le siège des autorités de la région, ainsi que celui d'un évêché serbe. À cette époque, la population de la cité était composée de Musulmans et de Serbes.
En 1594, les Serbes du Banat entreprirent de se révolter contre la domination turque et la région de Vršac fut le centre de ce soulèvement. Le chef des rebelles était Teodor Nestorović, l'évêque de Vršac. L'importance de la révolte est illustrée par les vers d'une chanson nationale serbe : « Tout le pays est en rébellion, six cents villages se sont soulevés, tout le monde a pointé son arme contre l'empereur ». (Sva se butum zemlja pobunila,/ Šest stotina podiglo se sela,/ Svak na cara pušku podigao !). Les insurgés serbes portaient un étendard à l'effigie de Saint Sava, le fondateur de l'Église orthodoxe serbe, ce qui donnait à leur rébellion un caractère de guerre sainte. Sinan Pacha, qui commandait l'armée ottomane, donna l'ordre de faire venir de Damas le drapeau vert de Mahomet, pour l'opposer au drapeau brandi par les Serbes. En outre, Sinan Pacha fit brûler à Belgrade les restes de la dépouille mortelle de Saint Sava. Finalement, le soulèvement fut écrasé et la plupart des Serbes de la région se réfugièrent en Transylvanie pour échapper aux représailles ottomanes. Mais, comme le Banat, une région particulièrement fertile, était déserté, les autorités promirent de se montrer clémentes envers tous ceux qui reviendraient et les Serbes revinrent. En revanche, la clémence ne s'appliqua pas au chef de la rébellion, l'évêque Teodor Nestorović, qui fut écorché vif. Le soulèvement du Banat est l'une des trois révoltes les plus importantes de l'histoire serbe, et la plus importante avec le premier soulèvement serbe contre les Turcs dirigé par Kargeorges.

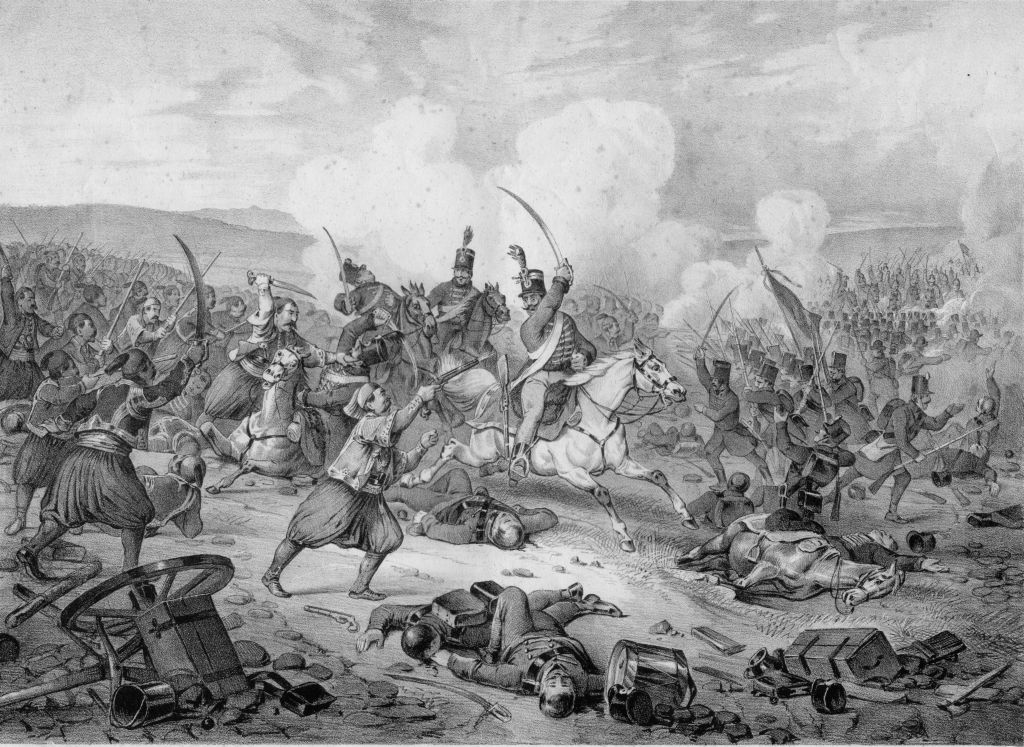
La bataille de Vršac, entre Serbes et Hongrois, janvier 1849

En 1716, Vršac passa sous le contrôle des Habsbourg et la population musulmane de la ville dut prendre la fuite. Au début de la domination autrichienne, la ville était principalement peuplée de Serbes et elle comptait 75 foyers. Bientôt, des colons allemands vinrent s'installer dans la région. Ils fondèrent une nouvelle localité, connue sous le nom de Vršac allemand, à proximité de l'ancien Vršac serbe. Le Vršac serbe était gouverné par un prince (en serbe : knez), tandis que le Vršac allemand était gouverné par un schulheis. En 1717, le premier prince serbe de Vršac s'appelait Jovan Crni. En 1795, les deux localités furent officiellement réunies, sous l'autorité conjointe des Serbes et des Allemands. En 1787-1788, la ville fut de nouveau momentanément occupée par les Ottomans lors de la guerre russo-turque de 1787-1792.

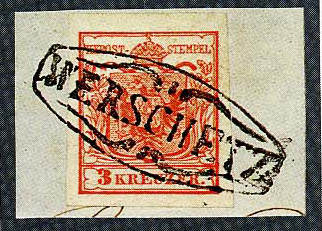
Oblitération WERSCHETZ sur timbre KK de 1850

La révolution de 1848-1849 entama les bonnes relations entre les deux communautés, les Serbes combattant du côté des autorités autrichiennes, les Allemands combattant aux côtés des rebelles hongrois. En 1848-1849, la ville de Vršac fit partie de la province autonome de la voïvodine de Serbie et, de 1849 à 1860, elle fit partie du voïvodat de Serbie et du banat de Tamiš, une province autonome au sein de l'Autriche-Hongrie. Quand cette province fut abolie, Vršac fut intégrée dans le voïvodat de Serbie et du Banat de Tamiš, dans le royaume de Hongrie, une des deux parties autonomes de l'empire d'Autriche-Hongrie. La ville fut le siège de ce nouveau district. En 1910, la ville comptait 27 370 habitants, dont 13 556 parlaient allemand, 8 602 parlaient serbe et 3 890 parlaient hongrois[réf. nécessaire].
En 1918, après la dislocation de l'Autriche-Hongrie, la ville fit partie du royaume des Serbes, Croates et Slovènes nouvellement formé et qui, en 1929, prit le nom de royaume de Yougoslavie. Pendant la Seconde Guerre mondiale, entre 1941 et 1944, comme le reste de la région, la ville fut occupée par les puissances de l'Axe. De nombreux citoyens furent tués ou envoyés dans des camps de concentration. En 1944, la ville fut libérée par l'Armée rouge et elle fit partie de la république fédérale socialiste de Yougoslavie. Après la dislocation de cette entité en 1991-1992, la ville fit partie de la république fédérale de Yougoslavie (1992-2003)  et de la Serbie-et-Montenegro (2003-2006). Depuis 2006, elle fait partie de la Serbie indépendante.

## Localités de la municipalité de Vršac

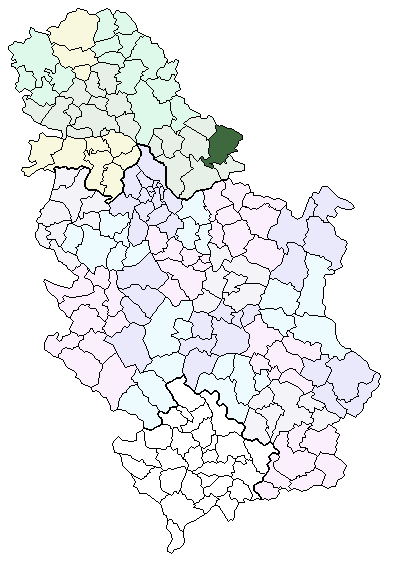
Localisation de la municipalité de Vršac en Serbie
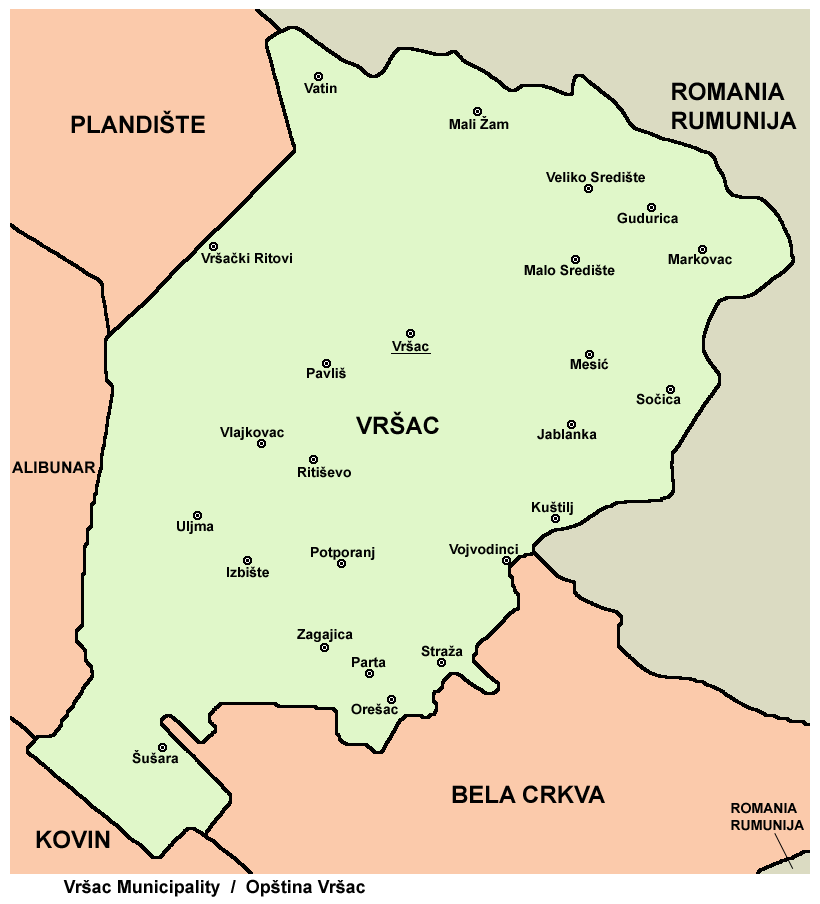
Localités de la municipalité de Vršac

La municipalité de Vršac compte 23 localités :
| - Vatin - Veliko Središte - Vlajkovac - Vojvodinci - Vršački Ritovi - Gudurica - Zagajica - Izbište - Jablanka - Kuštilj - Mali Žam - Malo Središte | - Markovac - Mesić - Orešac - Pavliš - Parta - Potporanj - Ritiševo - Sočica - Straža - Uljma - Šušara |

Vršac est officiellement classée parmi les « localités urbaines » (en serbe : градско насеље et gradsko naselje) ; toutes les autres localités sont considérées comme des « villages » (село/selo).

## Démographie

### Ville

#### Évolution historique de la population dans la ville
| 1948   | 1953   | 1961   | 1971   | 1981   | 1991   | 2002   | 2011   |
| ------ | ------ | ------ | ------ | ------ | ------ | ------ | ------ |
| 23 038 | 26 110 | 31 620 | 34 256 | 37 513 | 36 885 | 36 623 | 35 701 |

### Municipalité

#### Répartition de la population dans la municipalité (2002)
La ville de Vršac et les villages de Vatin, Veliko Središte, Vlajkovac, Vršački Ritovi, Gudurica, Zagajica, Izbište, 
Pavliš, Parta, Potporanj et Uljma possèdent une majorité de peuplement serbe. Vojvodinci, Jablanka, Kuštilj, Mali Žam, Malo Središte, Markovac, Mesić, Ritiševo, Sočica et Straža sont habités par une majorité de Roumains. Le village d'Orešac possède une majorité relative de Roumains. Le village de Šušara est habité majoritairement par des Hongrois.

## Politique

### Élections locales de 2008
À la suite des élections locales serbes de 2008, les 45 sièges de l'assemblée municipale de Vršac se répartissaient de la manière suivante, :
| Parti                                                                         | Sièges |
| ----------------------------------------------------------------------------- | ------ |
| Mouvement « Vršačka regija Evropska regija »                                  | 18     |
| Parti démocratique                                                            | 15     |
| Parti radical serbe                                                           | 8      |
| Parti socialiste de Serbie - Parti des retraités unis de Serbie - Serbie unie | 4      |

Čedomir Živković, de la liste « Vršačka regija Evropska regija » (VRER, « La région de Vršac région européenne »), a été élu président (maire) de la municipalité ; il est assisté par un président adjoint en la personne de Mirko Dobrosavljević, membre du Parti démocratique du président Boris Tadić.
Il existe un groupe anarcho-syndicaliste à Vršac.

## Architecture

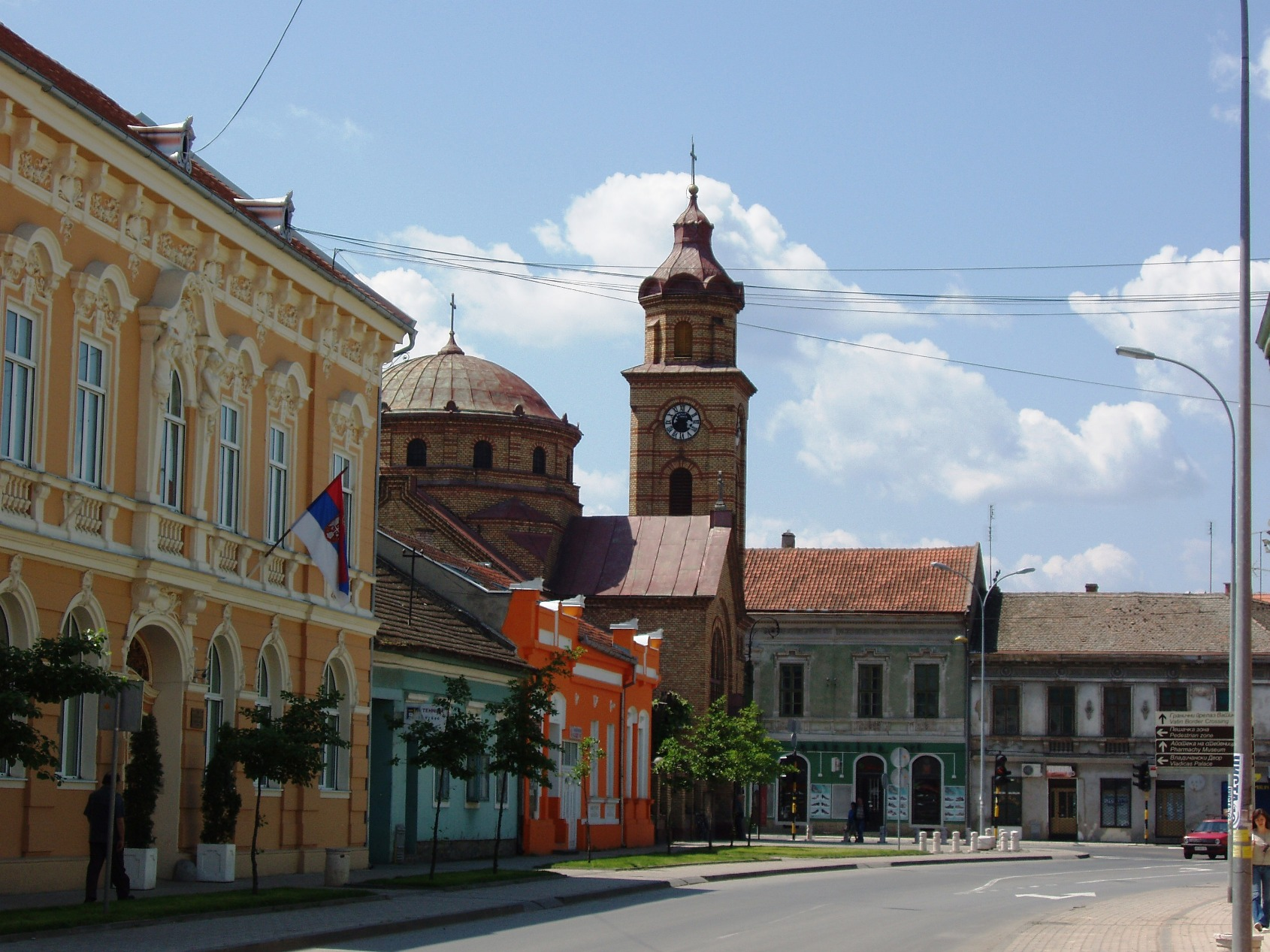
Le centre de Vršac, avec l'église orthodoxe roumaine du Saint-Sauveur

La ville de Vršac conserve un grand nombre d'édifices intéressants, dont certains sont classés sur la liste des monuments culturels de Serbie. Beaucoup de ces bâtiments remontent à la période autrichienne de la cité et sont caractéristiques de l'architecture baroque ou du style art nouveau.
De la forteresse de Vršac, construite par les Ottomans au XVe siècle, subsiste un donjon de briques et de pierre mesurant 20 m de hauteur ; appelé la « Tour de Vršac » (en serbe : Vršačka kula), il se dresse sur la montagne dominant la ville ; il a été restauré en 1984 et 1993, et, de son sommet, on peut voir toute la plaine qui s'étend à perte de vue,.
Parmi les maisons anciennes de la ville, on peut citer l'auberge « Aux deux pistoles », construite à la fin du XVIIIe siècle ; elle doit son nom aux deux pistoles payées par Karađorđe, le chef du premier soulèvement serbe contre les Ottomans, comme prix de son séjour dans l'établissement,. La Vieille pharmacie (Stara apoteka), aussi connue sous le nom de « Pharmacie aux escaliers », date du milieu du XVIIIe siècle ; elle a depuis été transformée en musée,.

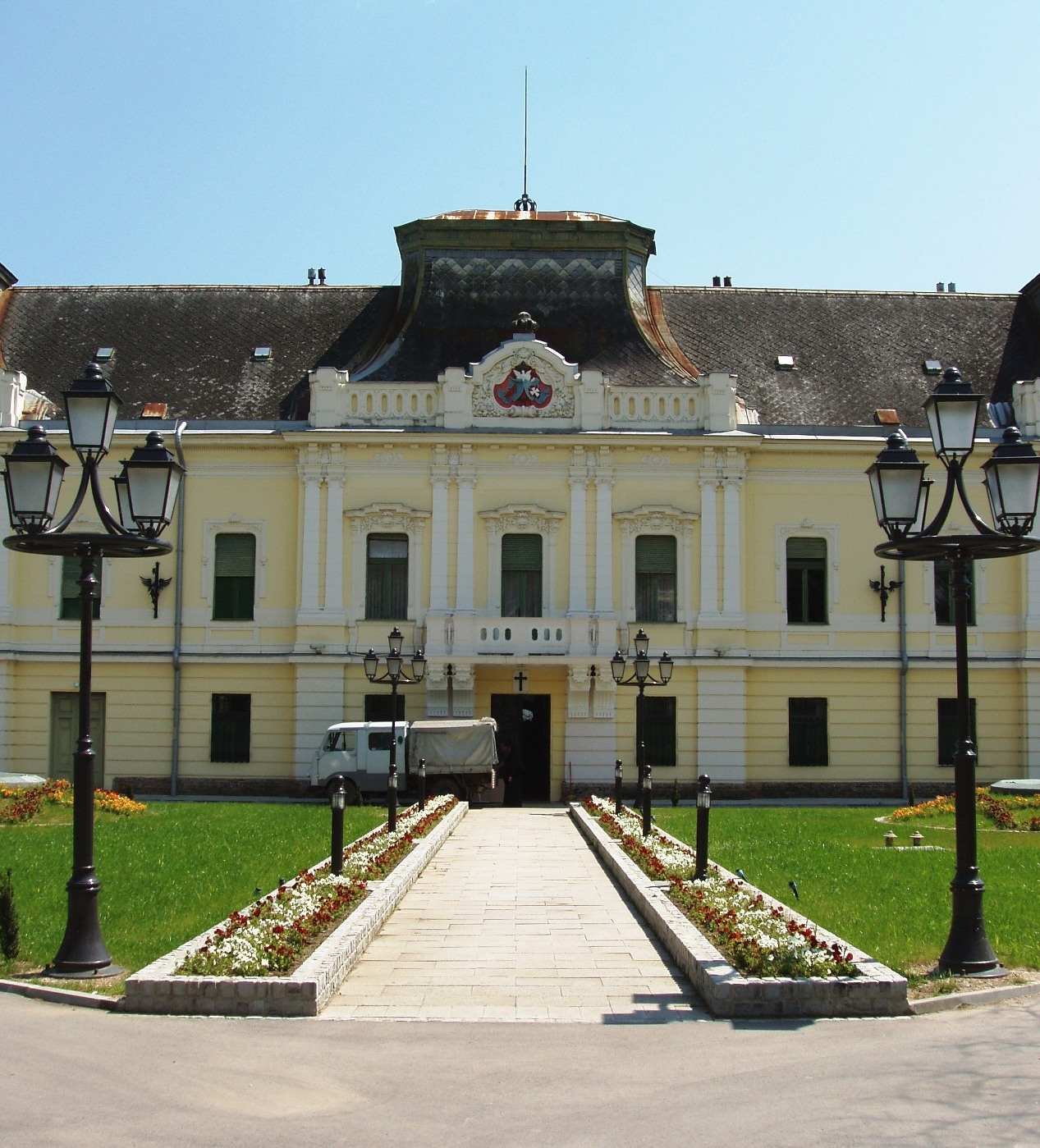
Le palais épiscopal de l'éparchie du Banat, à Vršac

Le bâtiment de l'école maternelle Anđa Ranković date du début du XIXe siècle. Parmi les autres édifices inscrits sur la liste des monuments culturels, on peut citer le Konkordija, un ancien hôtel de style néoclassique bâti en 1847,, un immeuble situé Trg Pobede br. 5, construit en 1870, ainsi qu'une maison située dans la rue Žarko Zrenjanin et construite elle aussi vers 1870. Sur le Trg Save Kovačevića, on peut voir la maison construite en 1868 par Đorđe, le frère de Jovan Sterija Popović, à l'emplacement de la maison natale du dramaturge ; aujourd'hui transformée en librairie, elle accueille également des soirées littéraires,.

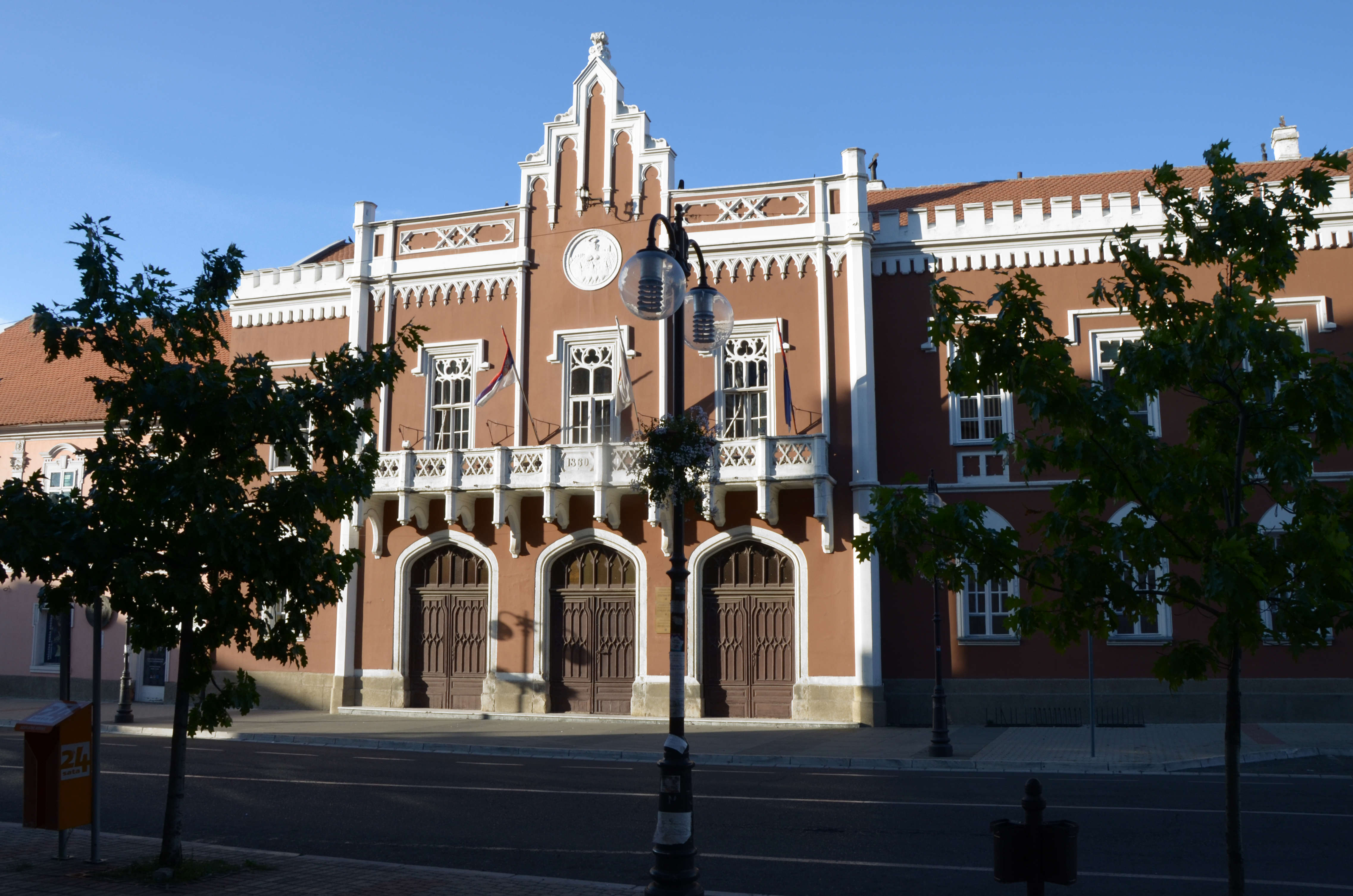
L'hôtel de ville de Vršac

Vršac se dota d'un hôtel de ville en 1795, lorsque les deux Vršac, le serbe et l'allemand, qui étaient deux entités distinctes depuis 1717, furent réunies en une seule commune. Pour le siège administratif, la maison de Maksim Spajić fut réquisitionnée, et quelque temps plus tard, celle de Dimitrije Lotić également. Pour subvenir aux besoins d'une ville en constant agrandissement, l'administration finit par annexer l'ensemble des bâtiments entourant l'ancienne mairie, et entreprit de lui donner une apparence cohérente. Selon les propositions du maire de l'époque, Aleksandar Stojaković, la construction du nouvel Hôtel de ville débuta en 1959. Le nouvel édifice fut édifié dans le style néo-gothique et adjoint d'un mémorial, construit à l'intérieur, écrit en latin et serbe, et signé par les personnalités éminentes de la ville,.
L'architecture religieuse est bien représentée dans la ville. Le Palais épiscopal du Banat, résidence des évêques de l'Église orthodoxe de Serbie, a été construit entre 1750 et 1757 à la demande de Jovan Georgijević (1749-1769) et comporte plus de 53 pièces. D'abord édifié dans un style néoclassique, il fut remanié en 1911, ce qui lui donna son actuel aspect baroque et éclectique, aussi bien à l'extérieur qu'à l'intérieur. L'intérieur possède une chapelle dite du Saint-Archange, bâtie en 1763, ornée notamment de décors évoquant l'arbre de Jessé. Le palais abrite également une icône venue de Kiev au XIVe siècle. Le hall du premier étage est orné de panneaux peints représentant les sept monastères du Banat. Dans le couloir sont visibles une huile sur toile, Saint-Georges terrassant le dragon par le peintre Stevan Aleksić en 1909, et une grande icône évoquant la Jérusalem céleste. Dans le salon sont exposés les portraits des évêques ; ce salon est notamment meublé de deux poêles blancs et d'un mobilier baroque offert par Venise (canapés, fauteuils, encoignures…). La bibliothèque conserve de nombreux ouvrages anciens dont le célèbre Évangile de Vadin. Le cabinet de travail présente une série de portraits des évêques et est meublé d'un poêle de style Sécession offert par Budapest et installé en 1911, ainsi que d'un bureau et d'une table de réunion,.

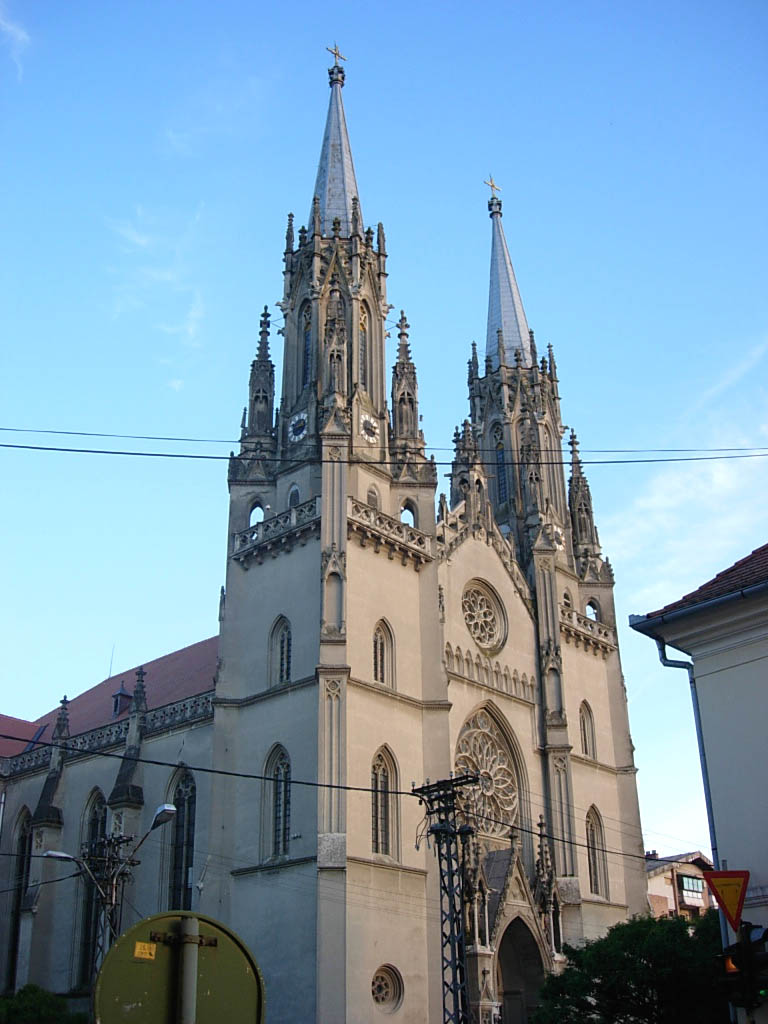
Église Saint-Gerhard de Vršac

L'église Saint-Gerhard de Vršac, de style néogothique, a été édifiée en 1863 sur des plans de l'architecte local Franc Brandajs. Le peintre viennois Karl Geiger a réalisé le Saint-Gerhard de l'autel principal (1863). Guc, viennois également, a peint l'autel de la Sainte-Trinité en 1869. Les peintures murales ont été réalisées par Antal Sirmai, un peintre originaire de Budapest. Construite entre 1720 et 1728, la chapelle Sainte-Croix est la plus ancienne église catholique du banat, et l'édifice le plus ancien de Vršac après la tour ; en 2007, un belvédère a été adjoint à la chapelle offrant une vue panoramique de Vršac ; dans les jardins alentour, un chemin de croix est signalé par des balises en pierres blanches sculptées. L'intérieur de l'édifice abrite trois retables modernes en stuc, d'inspiration baroque, dont deux sont peints ; celui de gauche représente une Pietà, et celui du centre une Crucifixion réalisée en 1918.

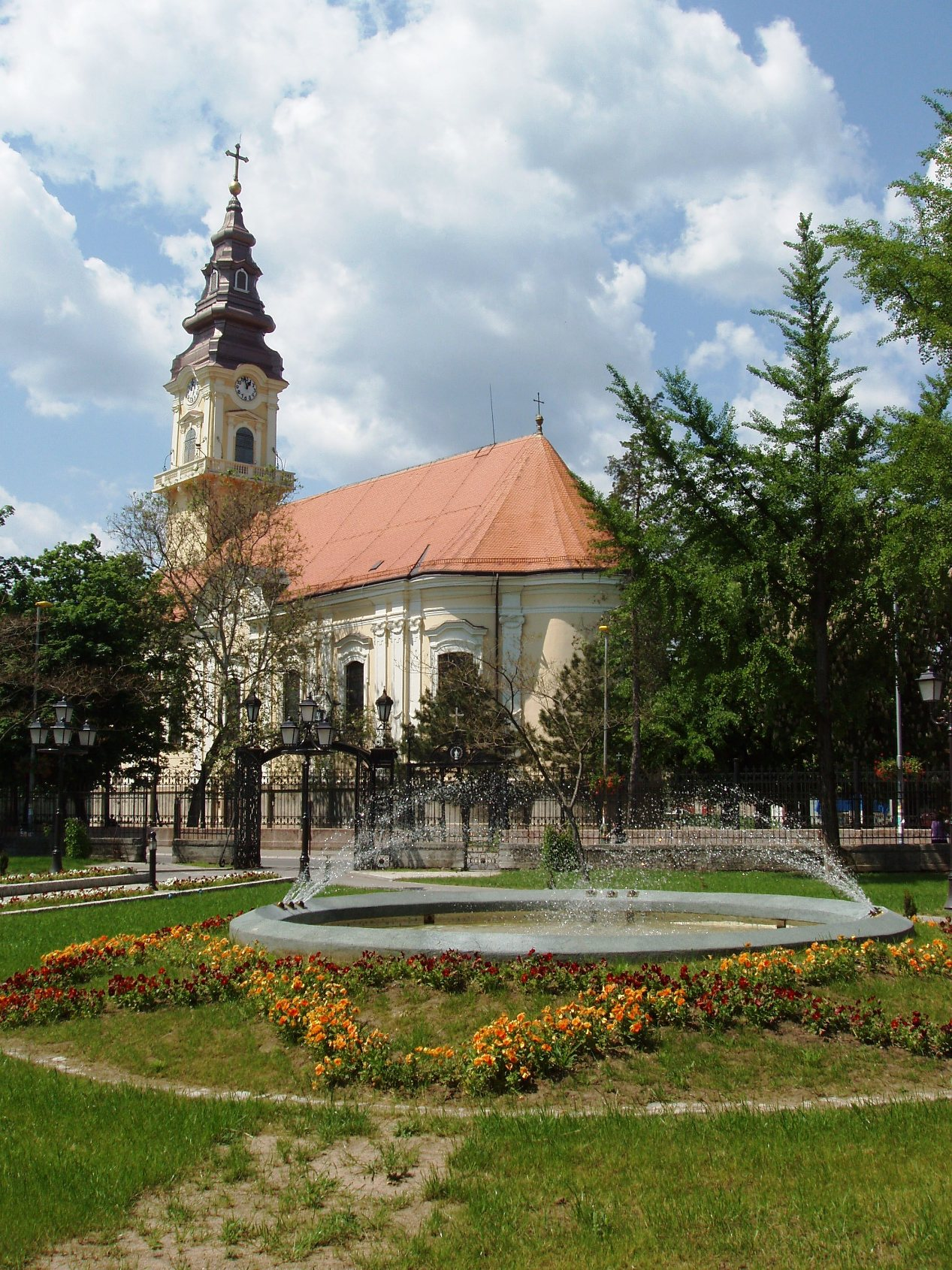
L'église du Synode

L'église du Synode, ou cathédrale Saint-Nicolas, est le plus ancien édifice orthodoxe de la ville. Son origine remonte à 1728, sous l'évêque Nikola Dimitrijević et, dans son état actuel, elle date de 1785. La crypte de l'église abrite les sépultures des évêques de Vršac : Josif Jovanović Šakabenta (1805), Petar Jovanović Vidak (1818), Emilijan Kengelac (1885), Nektarije Dimitrijević (1895), Georgije Letić (1933), Vikentije Bujić (1939), Visarion Kostić (1979). L'intérieur de l'église a été peint par des artistes serbes célèbres. Les icônes sont l'œuvre de Pavel Đurković et de Nikola Nešković ; Aksentije Marković est l'auteur des gravures sur bois autour du trône de la Vierge et du chœur. Les peintures murales et celles du porche ont été réalisées par Simeon Jakšić et Mihajlo Popović. Le peintre Paja Jovanović a fait don à la cathédrale de deux œuvres exceptionnelles : un Saint-Nicolas sauvant un condamné et une Sainte-Angèle,.
L'église Saint-Théodore-de-Vršac est dédiée à Teodor Nestorović, qui fut un ardent combattant de l'Église orthodoxe contre l'Empire ottoman ; il a été canonisé le 29 mai 1994 sous le nom Saint-Théodore-de-Vršac. En 2004 a été édifiée sur la colline dominant Vršac une église en son honneur, de style néo-byzantin. L'édifice est adjoint d'un campanile construit dans le même style. L'intérieur de l'église est décoré de fresques d'inspiration byzantine.
L'église de l'Assomption a été construite en 1766 sous l'évêque Jovan Đorđević ; consacrée en 1775 par l'évêque Vikentije Popović. elle est dédiée à l'Assomption de la Vierge ; la population locale la nomme familièrement mala crkva, « la petite église ». Le bienfaiteur de l'église fut un riche marchand de Vršac, Aleksa Nikolić. Son iconostase été peinte par Arsen Teodorović et les gravures sur bois ont été réalisées par Pantelejmon Nikolajević.
L'église du Saint-Sauveur est une église orthodoxe roumaine construite en 1913 selon les vœux du prêtre Trajan Oprea, avec l'aide financière du directeur de la banque roumaine Petar Cepenjaga et de 80 autres bienfaiteurs ; elle est caractère d'un style éclectique où dominent les éléments architecturaux néo-byzantins. L'intérieur a été peint par Virgil Simionescu et les gravures sur bois furent réalisées par les frères Nistor et Josif Bosiok.

## Culture
L'institution culturelle la plus importante de Vršac est le musée municipal (en serbe : Gradski musej Vršac), qui a commencé à ressembler des collections dès 1882 et qui a ouvert ses portes en 1898. Il rassemble aujourd'hui un fonds de 250 000 objets, notamment des sculptures et des peintures d'artistes serbes ; en outre, le musée possède une importante collection d'archéologie et d'histoire naturelle, ainsi que des collections historiques et ethonographiques. Le musée municipal gère également les collections de la « Pharmacie aux escaliers », qui présente une collection permanente consacrée à l'histoire de la médecine dans le Banat méridional, ; y sont en plus conservés des peintures, des sculptures, du mobilier ainsi que des photographies ou des objets comme des armes et outils ou encore de l'argenterie ; parmi ces collections on peut signaler le Triptyque de Vršac ou le Souvenir de Paja Jovanović (Sećanje na Paju Jovanovića) et  le legs du peintre et académicien Zoran Petrović.
La Bibliothèque municipale de Vršac (Gradska biblioteka Vršac) remonte à 1887 ; elle possède aujourd'hui un fonds de près de 200 000 ouvrages, dont 5 000 livres anciens ou rares, ainsi que 20 000 journaux et périodiques.
La première représentation théâtrale a été donnée dans la ville en 1773 par une troupe venue de Timişoara ; en 1847, l'hôtel Konkordija fut construit, qui possédait une salle pour les concerts et le théâtre. En 1861 fut ensuite fondée une association pour le théâtre serbe qui resta en activité jusqu'en 1914. En 1920, le ministre de la Culture Branislav Nušić décida de créer un grand théâtre du Banat qui fut établi à Vršac et fonctionna jusqu'à la Seconde Guerre mondiale. L'actuel Théâtre national Sterija (Narodno pozorište Sterija) a été créé le 2 janvier 1945 et doit son nom à Jovan Sterija Popović (1806-1856), originaire de la ville et considéré comme le père du théâtre en Serbie,. Chaque année, cette institution organise une manifestation appelée l'Automne théâtral de Vršac (Vršačka pozorišna jesen).

## Éducation
Aux XVIe et XVIIe siècles, l'alphabétisation des enfants serbes de la région s'effectuait essentiellement au monastère orthodoxe de Mesić, près de Vršac. Les premières écoles élémentaires laïques furent créées au XVIIIe siècle, une école allemande en 1727 et une école serbe en 1760.
Vršac compte aujourd'hui une école maternelle et cinq écoles élémentaires (en serbe, au singulier : osnovna škola) : l'école Vuk Karadžić, l'école Jovan Sterija Popović, l'école Olga Petrov Radišić, où les cours sont assurés en serbe et en roumain, l'école Mladost (« Jeunesse »), créée en 1996, et l'école Paja Jovanović. La ville possède également deux autres établissements plus spécialisés : l'école d'enseignement élémentaire et secondaire Jelena Varjaški (Škola za osnovno i srednje obrazovanje Jelena Varjaški), qui accueille des élèves ayant un handicap mental léger, et l'école élémentaire de musique Josif Marinković (Osnovna muzička škola Josif Marinković). D'autres écoles élémentaires sont réparties dans la municipalité de Vršac, à Pavliš, Gudurica, Markovac, Veliko Središte, Kuštilj, Uljma et Izbište.
Le Lycée Borislav Petrov-Braca de Vršac (en serbe cyrillique : Гимназијa Борислав Петров-Браца; en serbe latin : Gimnazija Borislav Petrov-Braca), remonte à l'école de grammaire fondée par l'évêque Josif Jovanović-Šakabenta en 1790 ; beaucoup d'étudiants célèbres l'ont autrefois fréquenté, comme le peintre Paja Jovanović. Parmi les autres établissements d'études secondaires, on peut citer le Centre scolaire Nikola Tesla (Školski centar Nikola Tesla), une école professionnelle où sont dispensés des cours en génie mécanique, en métallurgie, en génie électrique, en économie, droit et administration. La ville possède également une école secondaire de chimie et de médecine (Hemijsko-medicinska škola), qui remonte à 1977, et un lycée agricole (Poljoprivredna škola), créé en 1921 notamment pour former des œnologues ; poursuivant dans cette tradition, le lycée forme aujourd'hui des spécialistes de l'agriculture, de l'industrie agroalimentaire et de la restauration, ainsi que des vétérinaires.
La ville accueille également une Faculté de formation des professeurs, ainsi que l'Académie de pilotage de la compagnie aérienne serbe Jat Airways,, continuant ainsi une tradition qui remonte au début du XXe siècle, le premier vol au-dessus des monts de Vršac ayant été effectué le 11 août 1912.

## Sport

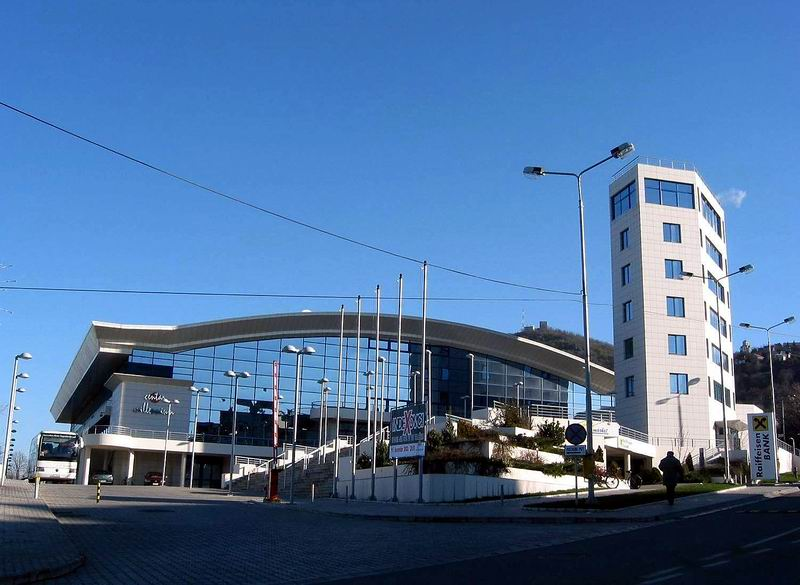
Le Centar Milenijum

Vršac est connue pour son équipe de basket-ball, le KK Hemofarm, créé en 1946 ; ce club participe à la Ligue adriatique et à la Naša Sinalko Liga (ligue serbo-monténégrine) ; il possède également une section féminine, le ŽKK Hemofarm, créé en 1946, qui fait lui aussi partie de l'élite nationale. La ville possède également deux clubs d'aïkido, l'Aikido klub Haragei, créé en 1994, et l'Aikido klub Vršac, créé en 2000. La ville abrite encore un club d'échecs, le Vršački šah klub Bora Kostić, dont l'origine remonte à 1924.
Un stade géant, le Centar Milenijum (en serbe cyrillique : Центар Миленијум), a été construit en 2001 pour organiser les événements sportifs de la ville ; il sert aussi de salle de concerts et accueille un grand nombre de congrès ; on y trouve également des restaurants. En 2005, il a accueilli une partie des matchs du championnat d'Europe de basket-ball.

## Économie
La région de Vršac est une importante région agricole, la municipalité disposant de 54 000 hectares de terres arables particulièrement fertiles, dont 89 % sont privatisées ; les sociétés privées MK Panonija, Uljma, Alfa Protein, Virt Vršac, Jedinstvo et Ferum détiennent à elles seules un peu plus de 26 % des terres. On y cultive le maïs (34 % des terres), le tournesol (22 %) et le blé (14 %). On y pratique également l'élevage des (bovins, des porcs et des moutons). Les vignobles de la région, qui couvrent une superficie de 2 200 ha, soit 3 % des terres, sont particulièrement réputés. De fait, la ville est le siège de la société Vršački vinogradi ; spécialisée dans les vins et spiritueux, elle propose des vins blancs de chardonnay, riesling, traminer, pinot blanc, muscat ottonel, tous originaires des vignobles de Vršac ; elle vend également du vin rouge et des alcools de raisin, dont de la loza.
La ville possède également un certain nombre d'industries. Dans le domaine de l'agroalimentaire, la société Žitobanat travaille dans l'industrie céréalière et, notamment, la transformation et le stockage du blé, la société Vršačka pivara produit de la bière et Banat travaille dans la confiserie. Dans le secteur de l'industrie textile, on peut citer la société Uča et, dans le domaine de la fabrication de chaussures, on peut citer la société Zenit. Le secteur de la métallurgie est représenté avec l'usine Livnica, celui des matériaux par la société Igma, créée en 1907, qui a son siège à Uljma et qui fabrique des produits en tuile et en béton. L'une des entreprises les plus importantes de Vršac est le groupe Hemofarm, qui travaille dans le domaine de l'industrie pharmaceutique et qui est l'une des plus importantes du pays.
Le secteur des services est également représentés à Vršac, avec des entreprises comme Ferum, qui travaille dans l'import-export. Le secteur bancaire est également présent avec des succursales de la Banque nationale de Serbie, de la Delta bank, de la Novosadska banka, de la Société générale, de l'Univerzal banka, de la Komercijalna banka etc.
L'artisanat et le tourisme jouent également un rôle dans l'économie de la ville.

## Tourisme

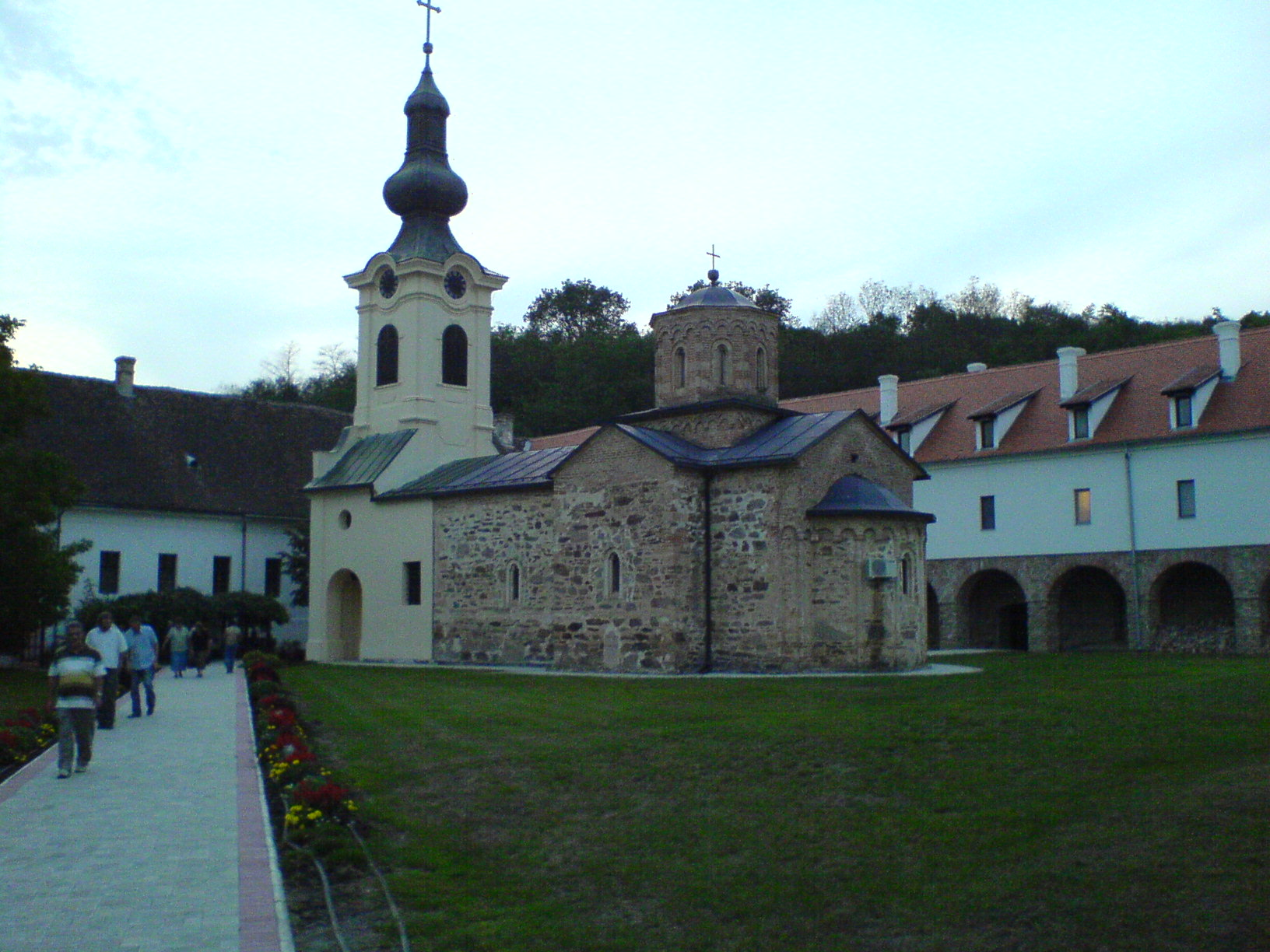
Le monastère de Mesić

Le monastère de Mesić, dont la fondation remonte au XVe siècle, est situé à proximité de Vršac.

## Personnalités

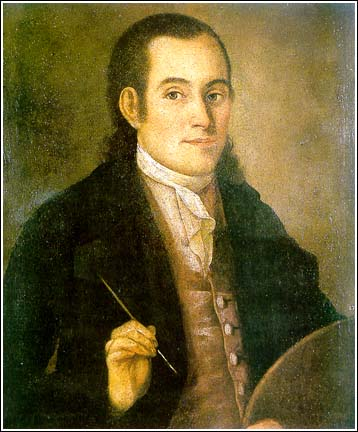
Nikola Nešković, Autoportrait, Musée national de Belgrade

- Dragiša Brašovan (1887-1953), né à Vršac, est un architecte serbe qui fut un des pionniers de l'architecture moderne en Serbie.
- Rada Đuričin (1934-2024), actrice serbe
- Teodor Nestorović (mort en 1594), saint
- Nikola Nešković (1740—1785), peintre, est mort à Vršac ;
- Georgui Emmanuel (1775-1837), général de cavalerie russe, est né à Vršac ;
- Jovan Sterija Popovic (1806-1856), écrivain Serbe, né à Vršac ;
- Bora Kostić (1887—1963)
- Feliks Mileker
- Josif Jovanović Šakabenta
- Milan Jovanović (1863—1944), photographe
- Slavko Sedlar, né en 1932, poète, vit à Vršac.
- Paja Jovanović (1859-1957), peintre contemporain, né à Vršac.
- Adalbert von Neipperg, osb, (1890-1948) mort à Vršac.
- Philipp Schwartz (1894-1977), neuropathologiste, né à Vršac et mort à Fort Lauderdale (USA) ;
- Milan Nestorov, né en 1954, auteur-compositeur, né à Vrsac.
- Vasko Popa (1922—1991), poète
- Nedeljko Popović, peintre
- Zorana Todorović (†1989)
- Sultana Cijuk, cantatrice
- Nikita Ilitch Tolstoï, président de l'Académie des Sciences de Russie et président du Congrès mondial panslaviste

## Coopération internationale
- Banská Bystrica (Slovaquie)
- Novo Mesto (Slovénie)